# Чернівецька область
Черніве́цька о́бласть (Буковина) — область у південно-західній частині України. Утворена 7 серпня 1940 з північної, переважно заселеної українцями, частини Буковини (Північна Буковина) і сусідньої частини Бессарабії (з Хотином). Розташована у межах Карпат, Передкарпаття (Буковинське Прикарпаття) та Покутсько-Бессарабської височини.
Площа 8100 км²; 922800 мешканців (373500 міських і 549300 сільських). Національний склад за переписом населення 2001 року: українці — 75,0 %, румуни  — 19,8 % (включаючи молдовани — 7,3 %), росіяни — 4,1 %, поляки — 0,4 %, білоруси — 0,2 %, євреї — 0,2 %, інші національності — 0,4 %. 11 міст, 11 селищ міського типу; 3 райони, 252 сільські ради.

## Географія
Область межує з Румунією на півдні та Молдовою на південному сході. На заході та північному заході — з Івано-Франківською, на півночі — із Тернопільською і Хмельницькою, а на сході з Вінницькою областями. Це найменша за площею область України, хоча не найменша адмінодиниця першого рівня (такими одиницями є м. Київ та м. Севастополь).

## Історія
|                                                      |  |  |
| Ювілейна монета НБУ, присвячена Чернівецькій області |  |  |

За останні 650 років територія Північної Буковини входила до складу різних держав: упродовж 415 років (1359—1774 рр.) вона перебувала у складі Молдовського князівства, протягом 143 років (з 1775 по 1918 рр.) — Габсбурзької Австрії та Австро-Угорщини; майже 25 років (у період 1918—1940 та 1941—1944 рр.) — Румунії. Майже 48 років (1940—1941 та 1944—1991 рр.) північна частина Буковини входила до складу Української РСР, а відтак і СРСР. З 1991 року Чернівецька область — складова частина незалежної України.

### Епідемія коронавірусу
Перший випадок захворювання в Україні було виявлено ввечері 2 березня у жителя Чернівців, що повернувся з Італії. Його госпіталізували ще 29 лютого.
12 березня було виявлено ще один випадок захворювання.
Станом на 16 березня було 4 випадки зараження, госпіталізовано 33 особи. Стан хворих стабільний, їм надається медична допомога, першого пацієнта планують виписати, його періодично тестують на наявність коронавірусу, останній раз тест був негативний, якщо тест буде негативним і через 2 доби, його визнають здоровим і випишуть.
20 березня першого пацієнта, інфікованого коронавірусом було виписано із лікарні, тест показав відсутність у нього вірусу.
21 березня в області було 25 хворих (із 41 по Україні), 11 з них — у селі Колінківці, 7 осіб у Брусниці Кіцманського району, 1 особа у Хотині, 1 особа у Топорівцях Новоселицького району, 1 особа у Лужанах Кіцманського району, 1 особа у Чернівцях, 1 особа у Їжівцях Сторожинецького району.
Буковина опинилася на першому місці за приростом хворих на COVID-19: загалом, станом на 22 серпня в області зареєстровано 8505 осіб, а найбільшу кількість підтверджених випадків коронавірусної хвороби виявили саме у Чернівецькій області.

## Адміністративно-територіальний устрій

### Загальна інформація
Адміністративний центр області — місто Чернівці.
У складі області:
- районів — 3;
- населених пунктів — 417, в тому числі:
  - міського типу — 19, в тому числі:
    - міст — 11, в тому числі:
      - міст обласного значення — 2;
      - міст районного значення — 9;

    - селищ міського типу — 8;

  - сільського типу — 398, в тому числі:
    - сіл — 398;
    - селищ — 0.

У системі місцевого самоврядування:
- районних рад — 11;
- міських рад — 11;
- селищних рад — 8;
- сільських рад — 252.

### Райони
| № | Назва         | Адм. центр     | Адм. устрій |
| - | ------------- | -------------- | ----------- |
| 1 | Вижницький    | м. Вижниця     | Адм. устрій |
| 2 | Чернівецький  | м. Чернівці    | Адм. устрій |
| 3 | Дністровський | смт. Кельменці | Адм. устрій |

### Міста обласного значення (до 17.07.2020)
- Новодністровськ
- Чернівці

### Міста районного значення до 17.07.2020
| № | Місто       | Входження            |
| - | ----------- | -------------------- |
| 1 | Вашківці    | Вижницький район     |
| 2 | Вижниця     | Вижницький район     |
| 3 | Герца       | Герцаївський район   |
| 4 | Заставна    | Заставнівський район |
| 5 | Кіцмань     | Кіцманський район    |
| 6 | Новоселиця  | Новоселицький район  |
| 7 | Сокиряни    | Сокирянський район   |
| 8 | Сторожинець | Сторожинецький район |
| 9 | Хотин       | Хотинський район     |

### Райони у містах до 01.01.2016 року*
| № | Район          | Входження   |
| - | -------------- | ----------- |
| 1 | Першотравневий | м. Чернівці |
| 2 | Садгірський    | м. Чернівці |
| 3 | Шевченківський | м. Чернівці |

*Районний поділ міста Чернівці ліквідовано з 01.01.2016 року Рішенням 62 сесія Чернівецької міської ради VI скликання 62 сесія VI скликання за № 1542 «Про адміністративно-територіальний устрій міста Чернівців» від 26 березня 2015 року. Рішення про ліквідацію районного поділу у Чернівцях прийнято відповідно вимог підготовки до адміністративно-територіальної реформи, зменшення видатків на утримання управлінського апарату державних виконавчих органів, посилення основ самоврядування, спрощення доступу громадян до адміністративних послуг, приведення управління територією до європейських стандартів.

## Сусідні області
- Вінницька область
- Івано-Франківська область
- Тернопільська область
- Хмельницька область

## Демографія
Населення Чернівецької області на 1 січня 2010 року становило 904,4 тис. осіб.

Міське населення — 379,3 тис.(41.9 %), сільське — 525,1 тис.(58.1 %)
28,87 % населення області проживає у Чернівцях.

### Національний склад

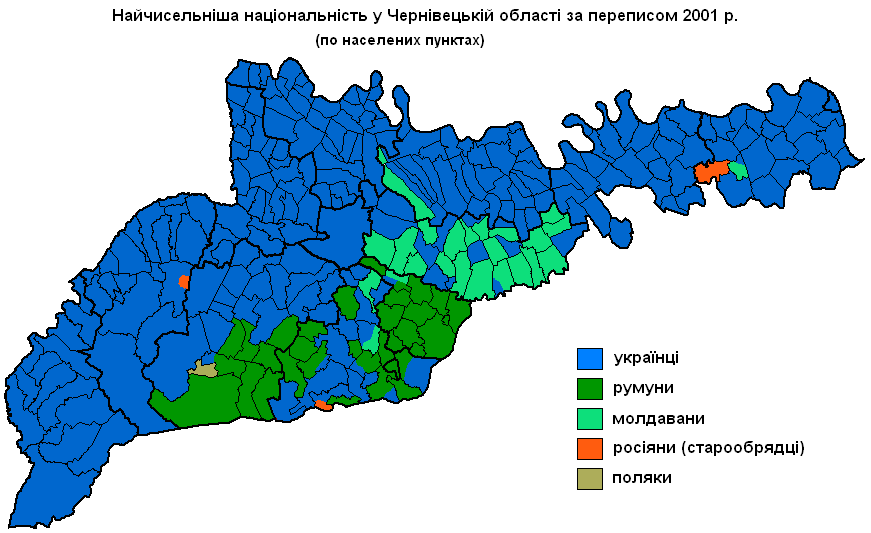
Найбільші національності у містах, селищах та селах Чернівецької області за переписом 2001 р.

| Чернівці             | 236.691 | 79,9 % | 4,5 %  | 1,6 %  | 11,3 % |
| Новодністровськ      | 10.344  | 87,1 % | 0,3 %  | 0,9 %  | 10,2 % |
| Вижницький район     | 59.993  | 98,2 % | 0,3 %  | 0,1 %  | 1,1 %  |
| Герцаївський район   | 32.316  | 5,0 %  | 91,5 % | 2,3 %  | 0,9 %  |
| Глибоцький район     | 72.676  | 46,8 % | 45,3 % | 6,1 %  | 1,2 %  |
| Заставнівський район | 56.261  | 99,1 % | 0,1 %  | 0,1 %  | 0,6 %  |
| Кельменецький район  | 48.468  | 97,5 % | 0,1 %  | 1,0 %  | 1,3 %  |
| Кіцманський район    | 72.884  | 98,5 % | 0,2 %  | 0,1 %  | 0,9 %  |
| Новоселицький район  | 87.461  | 34,0 % | 6,8 %  | 57,5 % | 1,4 %  |
| Путильський район    | 25.352  | 99,3 % | 0,1 %  | 0,1 %  | 0,4 %  |
| Сокирянський район   | 48.889  | 89,9 % | 0,1 %  | 3,4 %  | 6,2 %  |
| Сторожинецький район | 95.295  | 59,6 % | 36,8 % | 0,3 %  | 1,4 %  |
| Хотинський район     | 72.398  | 91,2 % | 0,1 %  | 7,0 %  | 1,3 %  |
| Чернівецька область  | 919.028 | 75,0 % | 12,5 % | 7,3 %  | 4,1 %  |

### Мовний склад
| Чернівці             | 236.691 | 79,2% | 4,4%  | 15,3% | 0,1% |
| Новодністровськ      | 10.344  | 85,7% | 0,6%  | 13,4% |      |
| Герцаївський район   | 32.316  | 4,8%  | 93,8% | 1,2%  |      |
| Глибоцький район     | 72.676  | 52,6% | 46,0% | 1,2%  | 0,2% |
| Кельменецький район  | 48.468  | 97,8% | 0,8%  | 1,3%  |      |
| Хотинський район     | 72.398  | 91,6% | 7,0%  | 1,3%  |      |
| Кіцманський район    | 72.884  | 98,8% | 0,2%  | 0,9%  |      |
| Новоселицький район  | 87.461  | 34,1% | 64,0% | 1,8%  |      |
| Путильський район    | 25.352  | 99,5% | 0,1%  | 0,4%  |      |
| Сокирянський район   | 48.889  | 90,4% | 3,0%  | 6,4%  |      |
| Сторожинецький район | 95.295  | 61,4% | 35,6% | 1,8%  | 1,0% |
| Вижницький район     | 59.993  | 98,5% | 0,4%  | 1,0%  |      |
| Заставнівський район | 56.261  | 99,2% | 0,1%  | 0,6%  |      |
| Чернівецька область  | 919.028 | 75,6% | 18,7% | 5,3%  | 0,2% |

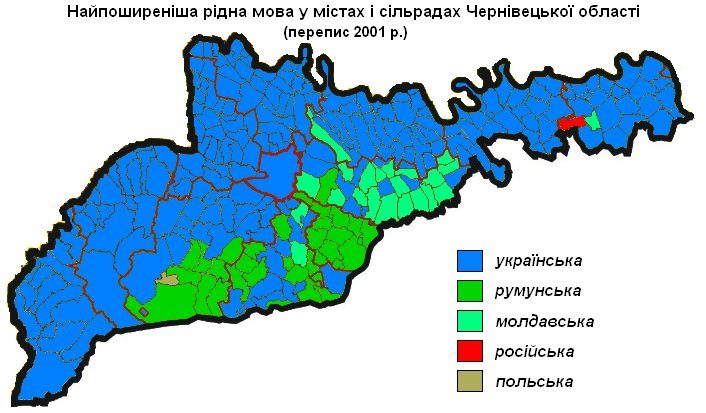
Найпоширеніша рідна мова у містах і сільрадах Чернівецької області за переписом 2001 р.

Українська мова є єдиною офіційною мовою на всій території області.
За даними Державної служби статистики України у 2023/24 навчальному році в Чернівецькій області 105 874 учні здобували загальну середню освіту, з них 93 134 (87,97 %) навчалися в українськомовних класах, 12 740 (12,03 %) — у румунськомовних. З 48 486 здобувачів середньої освіти в міських закладах освіти, 47 165 (97,28 %) здобували освіту українською, 1 321 (2,72 %) — румунською. З 57 388 здобувачів середньої освіти в сільських закладах освіти, 45 969 (80,10 %) здобували освіту українською, 11 419 (19,90 %) — румунською.

## Економічний потенціал

### Транспортно-географічне положення
Чернівецька область займає вигідне транспортно-географічне положення, має досить щільну мережу залізниць і автомобільних доріг, трубопроводів і ліній електропередач. Обласний центр має зручне залізничне сполучення з європейськими столицями: Бухарестом, Софією, Белградом.

### Природні ресурси
Область багата на природні ресурси. На території Буковини виявлено 4 нафтогазоносні родовища (Лопушнянське, Чорногузьке, Красноїльське, Шереметівське). В останні роки відкрито більше десяти нафтогазоперспективних площ у Вижницькому, Сторожинецькому і Путильському районах.
У надрах є досить багато цінних будівельних матеріалів. У Наддністрянщині в басейні річки Прут виявлено значні поклади гіпсу й ангідриду. Північні і східні райони області багаті на мергелі і вапняки. У смт Красноїльськ є перспективне родовище мармуру.
На території області також є поклади кварцитів, сланців, кухонної солі; джерела мінеральної води типу «Іжевська», «Мацеста», «Боржомі» і «Нафтуся».
На території області налічується понад 70 річок, що належать до басейнів Дунаю та Дністра. Основу річкової системи краю складають Дністер, Прут, Серет, Черемош.

#### Докладніше
- Річки Чернівецької області

У Чернівецькій області нараховується 243 території та об'єкти природно-заповідного фонду, у тому числі 7 заказників, 8 пам'яток природи, ботанічний і дендрологічний парк Чернівецького національного університету, Вижницький національний природний парк, Черемоський національний природний парк і Сторожинецький дендропарк, що мають загальнодержавне значення і увійшли в транснаціональну екологічну мережу Карпат (проект TACIS), а також 136 пам'яток природи, 40 парків, що є пам'ятками садово-паркового мистецтва, і 39 заповідних урочищ місцевого значення. До складу заказників державного значення входять ландшафтні заказники в Лужках, Стебнику, Цецино, орнітологічний заказник Драницький, лісові заказники Лунківський і Петрівецький. До пам'ятників природи державного значення належать урочища Шилівський ліс, Рухотинський ліс, Тисовий яр, Білка; печери Буковинка, Попелюшка, Баламутівська та інші природоохоронні території, зокрема: Кадубівська стінка, Товтрівська стінка, Совицькі болота, Чорнопотоцький заказник, заказник Чорний Діл, заказник Боргиня, Молочнобратський карстовий масив.

### Виробництво
Відповідно до галузевої структури виробництва область належить до індустріально-аграрної категорії. Упродовж останніх років економічна діяльність області відмічається стабільним зростанням багатьох показників. Це відбувається завдяки активній підтримці традиційних видів діяльності. Провідне місце в економіці області займають промисловість і сільське господарство.
У машинобудуванні провідним є виробництво нафтогазопереробного устаткування; у лісовій і деревообробній промисловості — виробництво пиломатеріалів, фанери, меблів; у промисловості будівельних матеріалів — виробництво цегли, толі, кераміки, залізобетонних конструкцій; у легкій промисловості — виробництво швейних і трикотажних виробів, бавовняних тканин; у харчовій промисловості — виробництво цукру, хлібобулочних виробів, спирту, соняшникової олії, м'яса, молока, плодоовочевих консервів.
Промисловий потенціал області представляють понад 200 промислових підприємств, обсяг виробництва яких становить 0,4% загальнодержавного обсягу.
Володіючи значною сировинною базою, особливого розвитку набула харчова промисловість, де зайнято майже чверть всіх штатних працівників промисловості та зосереджена п'ята частина основних фондів.
Харчова промисловість Буковини представлена підприємствами з виробництва: м'ясної продукції — 34,5% загального обсягу виробництва в харчовій галузі, цукру — 12,4%, хліба і хлібобулочних виробів — 9,9%, кондитерських виробів — 9,6%, напоїв — 9,2%, молочної продукції — 6,2%, жирів — 4,1% та з переробки овочів і фруктів — 9,4%.
Вагомою складовою промислового комплексу області є легка промисловість, яка посідає третє місце в структурі галузей промисловості і формує внутрішній споживчий ринок. Галузь представлена 23 підприємствами. Пріоритетне місце в легкій промисловості області мають підприємства з пошиву готового одягу, виробництва взуття та текстильної промисловості.
Високими темпами розвивається машинобудування, ремонт та монтаж машин і устаткування. Галузь представлена 13 підприємствами, які переважно спеціалізуються у виробництві машин та устаткування, електричного та електронного устаткування, обладнання для нафтогазової, нафтохімічної та хімічної промисловості.
Велике значення в економічному і соціальному розвитку області мають ліси, що є джерелом деревини і продуктів недеревної рослинності. Ліс — природне багатство нашого краю. Загальна площа лісів становить 258 тис. га. Основними лісовими породами є ялина, бук, ялиця і дуб. Середній вік насаджень становить 60 років. Щорічно на площі 1,3 тис. га проводяться роботи з лісовідновлення, що сприяє примноженню лісового фонду та підвищенню продуктивності лісів. Саме тому широко розвинена деревообробна промисловість, яка є однією з найстаріших галузей. За обсягами промислового виробництва галузь займає шосте місце і представлена 36 підприємствами, що становить 15,8% загальної кількості підприємств області.
На Буковині розвинуті художні промисли по виготовленню килимів, виробів з дерева, вишиванню.

### Науковий потенціал
У Чернівецькій області зосереджений значний науковий потенціал. Здійснюють свою діяльність науково-дослідні інститути: інститут термоелектрики НАН України, Чернівецькі відділи інституту світової економіки і міжнародних відносин НАН України, інститут матеріалознавства НАН України, Чернівецькі філії інституту землевпорядження і Київського інституту автоматики, ПВНЗ Буковинськиий університет [Архівовано 8 квітня 2022 у Wayback Machine.]. Серед наукових закладів аграрного сектора на території області функціонує Українська науково-дослідна станція карантину рослин, яка займається забезпеченням фітосанітарної безпеки держави.
Вищу освіту пропонують Чернівецький національний університет імені Ю.Федьковича, ПВНЗ Буковинськиий університет [Архівовано 8 квітня 2022 у Wayback Machine.], Буковинський державний медичний університет, Чернівецький торговельно-економічний інститут Київського національного торговельно-економічного університету.

### Пам'ятки

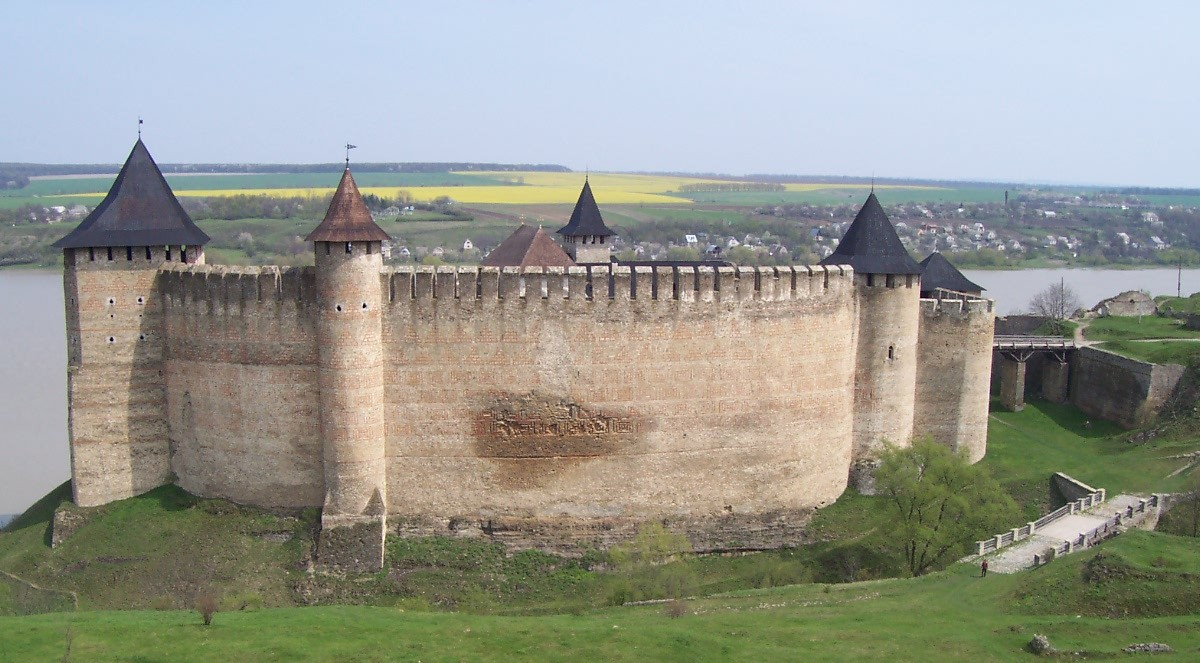
Хотинська фортеця

На території Чернівецької області розташовано: 836 пам'яток археології (з них — 18 національного значення), 586 пам'яток історії (з них — 2 національного значення), 779 пам'яток архітектури та містобудування (з них — 112 національного значення), 42 пам'ятки монументального мистецтва. До Списку історичних населених місць України, затвердженого Постановою Кабінету Міністрів України від 26 липня 2001 р. за № 878, включено 11 населених місць Чернівецької області: Вижниця, Герца, Глибока, Кельменці Кіцмань, Лужани, Новоселиця, Путила, Сторожинець, Хотин, Чернівці.

### Розвиток туризму

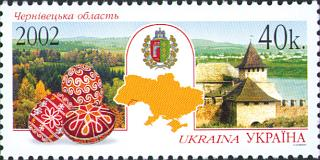
Поштова марка, Чернівецька область

Чернівецька область — це благодатний район багатопрофільного літнього і зимового гірничо-спортивного туризму, масового пізнавально-оздоровчого відпочинку, а також бальнеологічного лікування.
За своїм географічним розташуванням, багатими рекреаційними ресурсами, економічним потенціалом Чернівецька область є привабливим регіоном для розвитку міжрегіональної та міжнародної співпраці.
У 2005 році в туристичну галузь області інвестовано 45 мільйонів гривень, створено понад 800 робочих місць. Триває спорудження чотирьох туристичних комплексів в Придністров'ї — у селі Дністрівка Кельменецького району вже відкрито перший в області яхт-клуб, у січні 2006 запрацював комплекс «Зелена Діброва» в селі Валя Кузьмина Глибоцького району. Відкрито новий туристичний комплекс у селі Мигове Вижницького району. Оздоровчі та туристично-розважальні комплекси на Буковині функціонують у мікрорайоні Цецино в Чернівцях, в селі Горбова Герцаївського району, на перевалі Німчич Вижницького району та селі Глибочок Сторожинецького району. Туристів також приймають понад 60 об'єктів сільського туризму.
Водоспади:
Див. також Водоспади Чернівецької області
- Буковинські водоспади
- Сучавський Гук
- Чемернарський Гук
- Чемернарський Нижній Гук
- Лопушнянські водограї
- Лужки — р. Виженка, на території ландшафтного заказника Лужки
- Бісків — Путильський район, біля с. Бісків
- Кізя — Путильський район, біля с. Бісків
- Сіручок — Путильський район, біля с. Товарниця
- Королівський — Сторожинецький район, с. Банилів-Підгірний, хутір Гільче
- Яловичерський водоспад — Путильський район, біля с. Нижній Яловець на р. Яловичера
- Паркулин — Путильський район, біля с. Паркулина на однойменному струмку
- Чорнопотоцький — Заставнівський район, с. Чорний Потік
- Кулівецький — Заставнівський район, с. Кулівці
- Дорошівецький
- Фалинський
- Василівські водоспади
- Гриняцький
- Мала Лоза
- Міква — Вижницький район, с. Виженка
- Лекечі
- Вимушівський водоспад в с. Вимушів
- Водоспад Бабин в с. Бабин

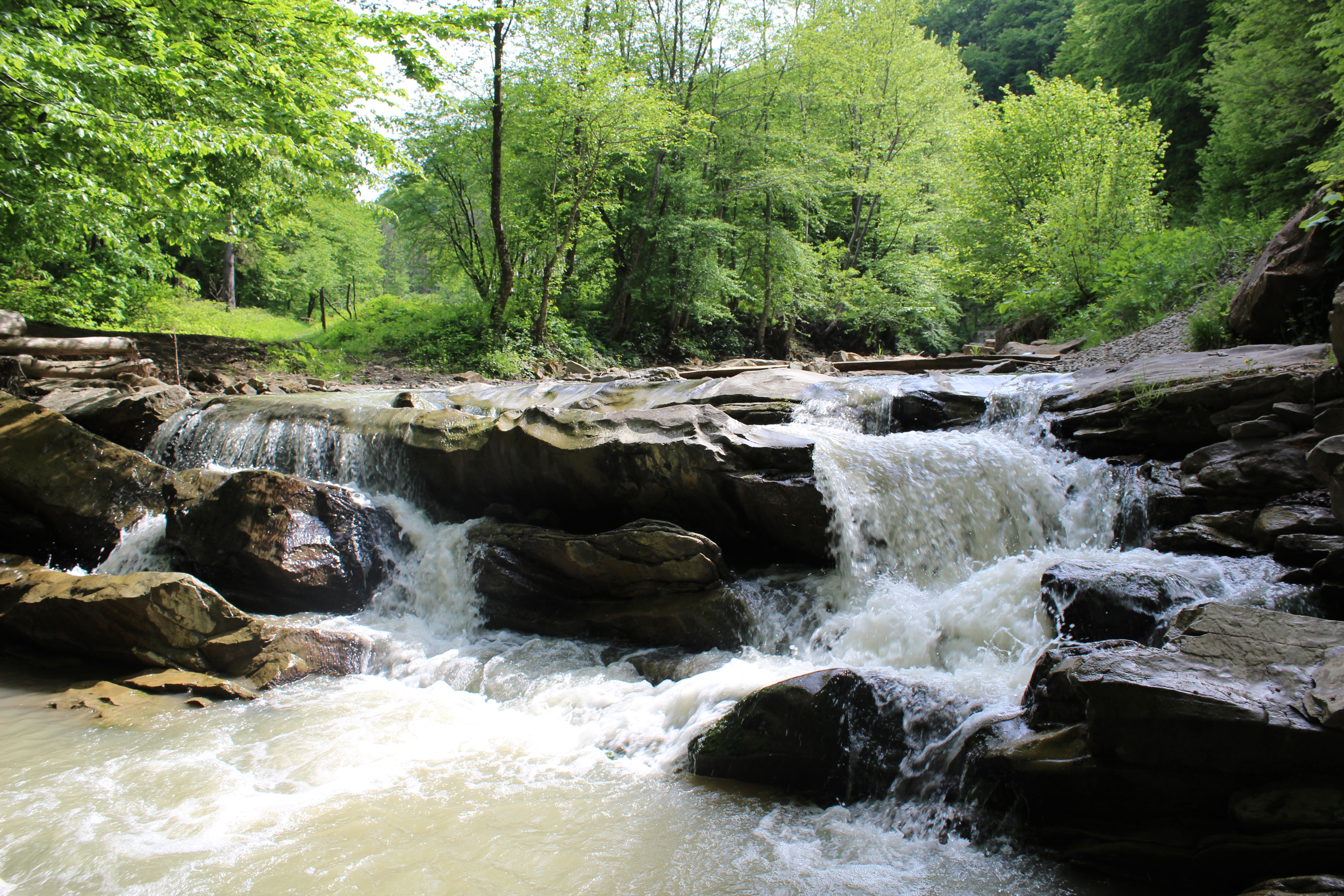
Водоспад Лужки
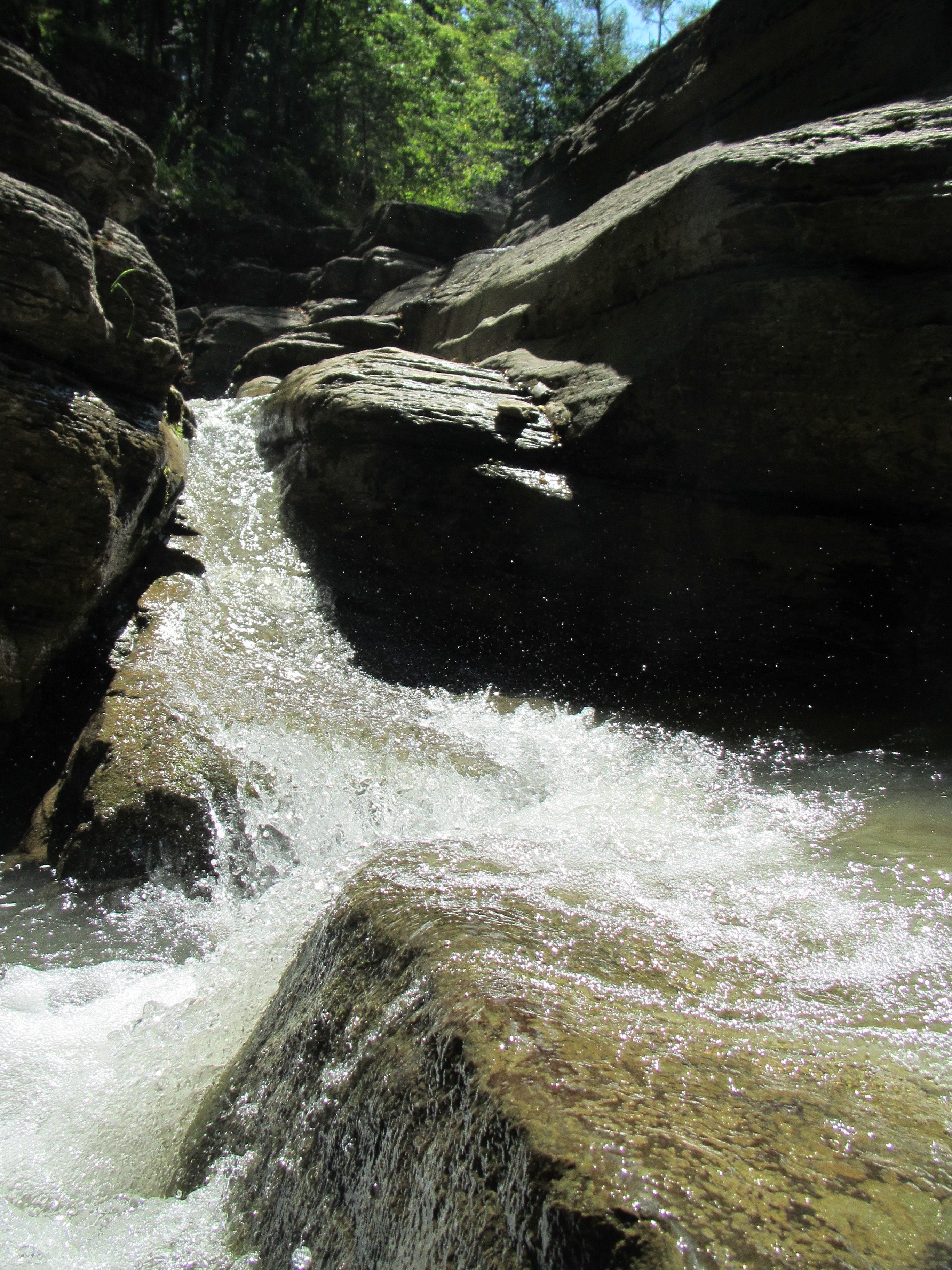
Водоспад Королівський
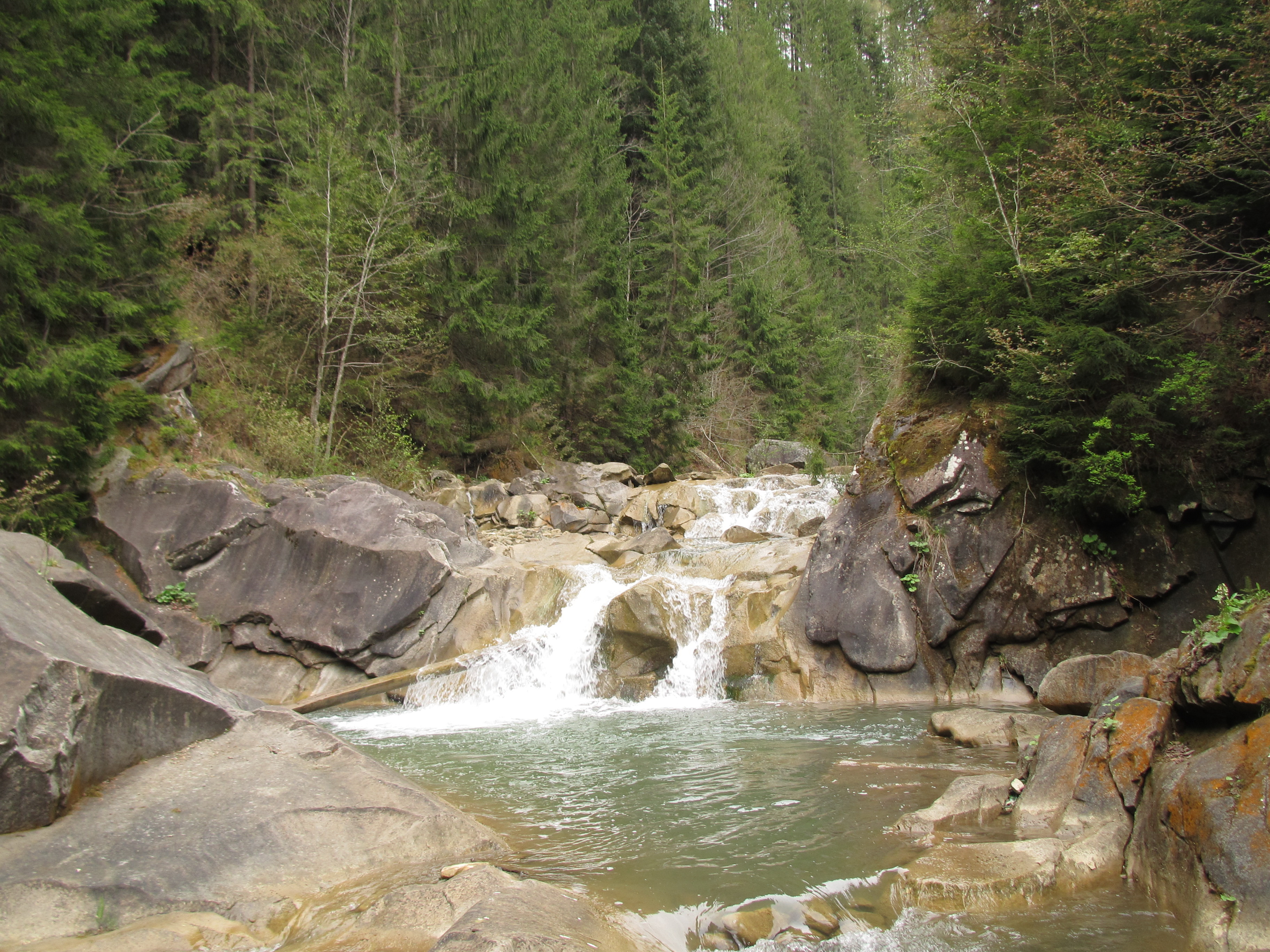
Водоспад Бісків
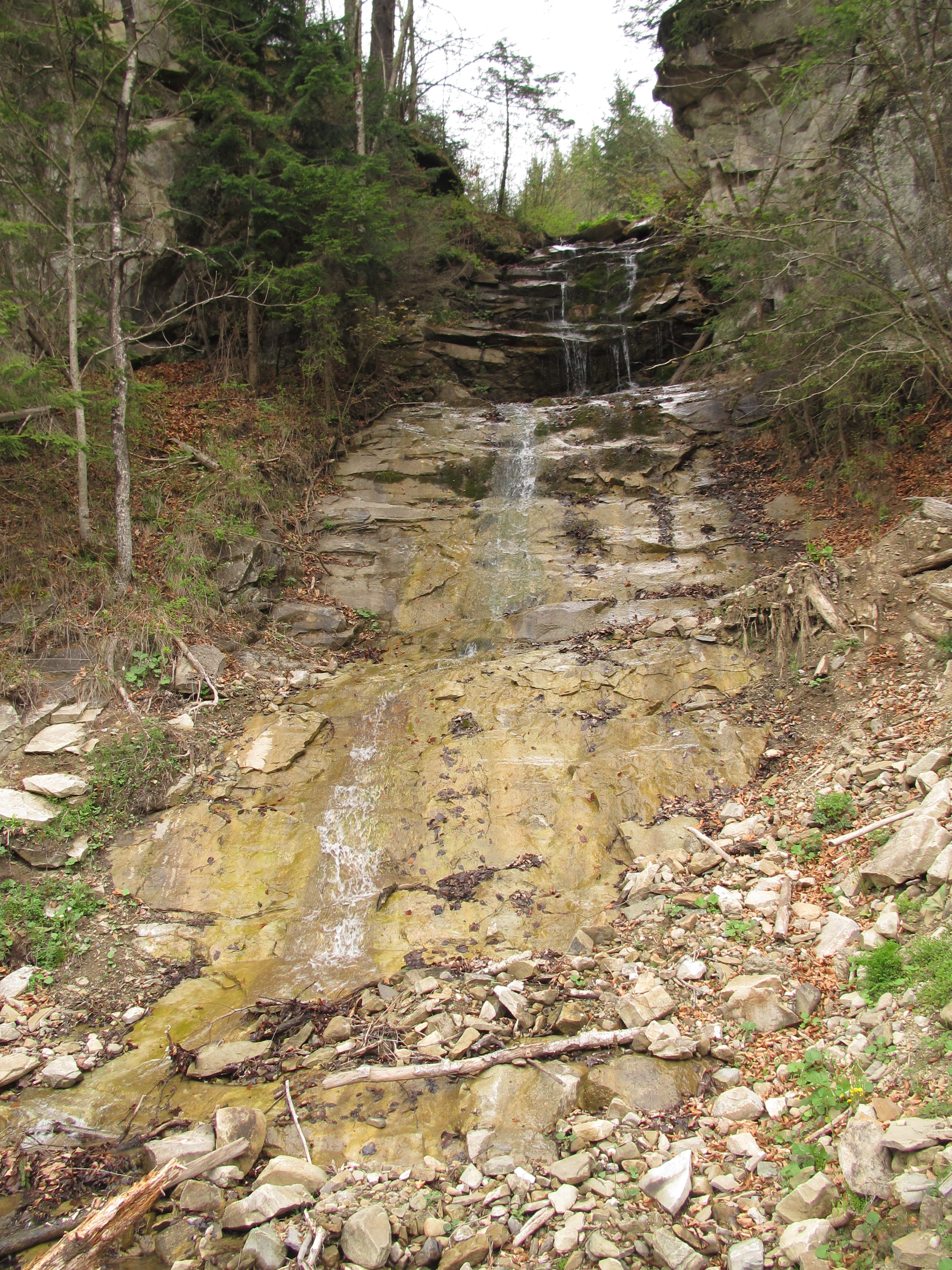
Водоспад Кізя
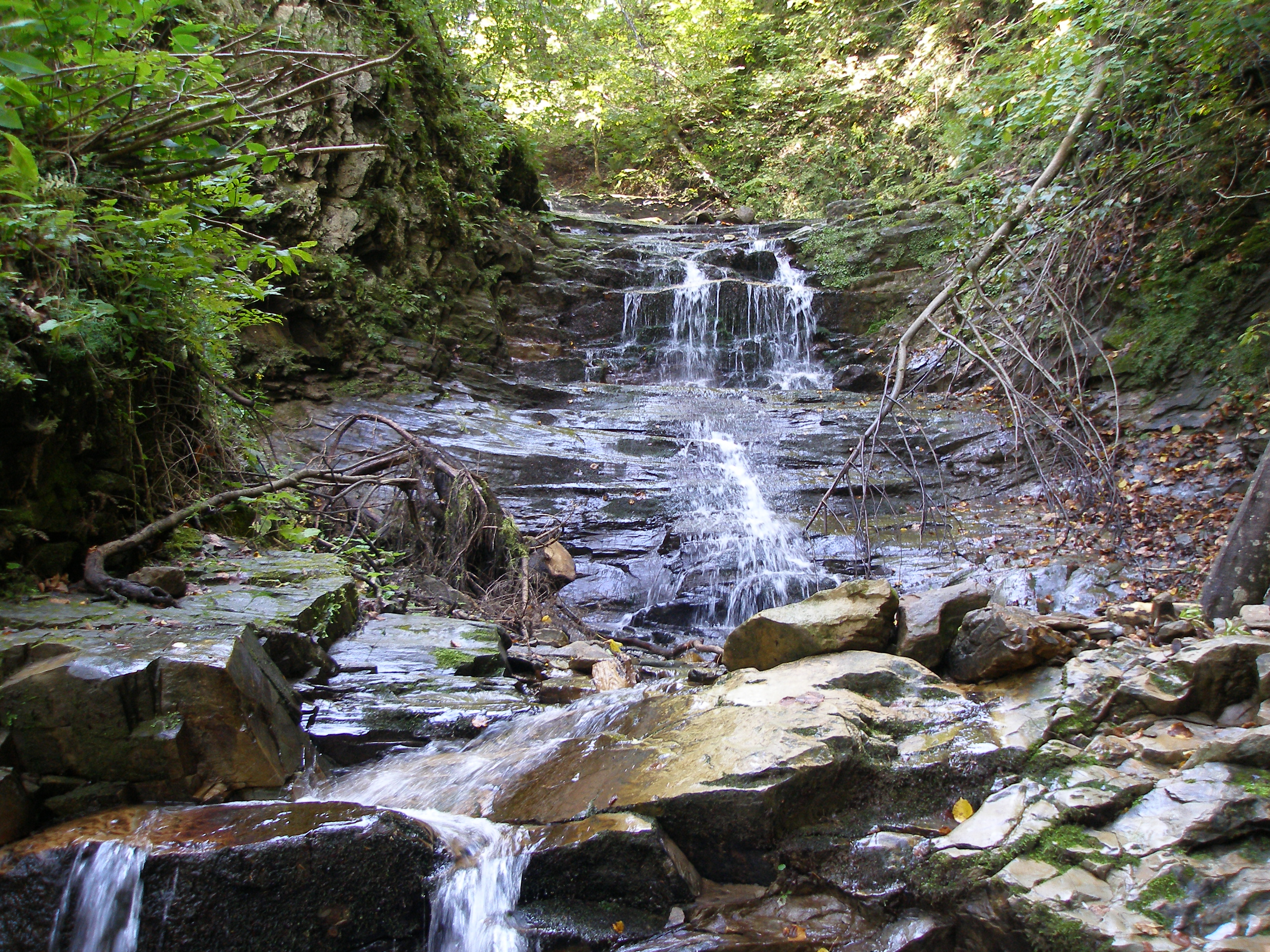
Чемернарський Нижній Гук
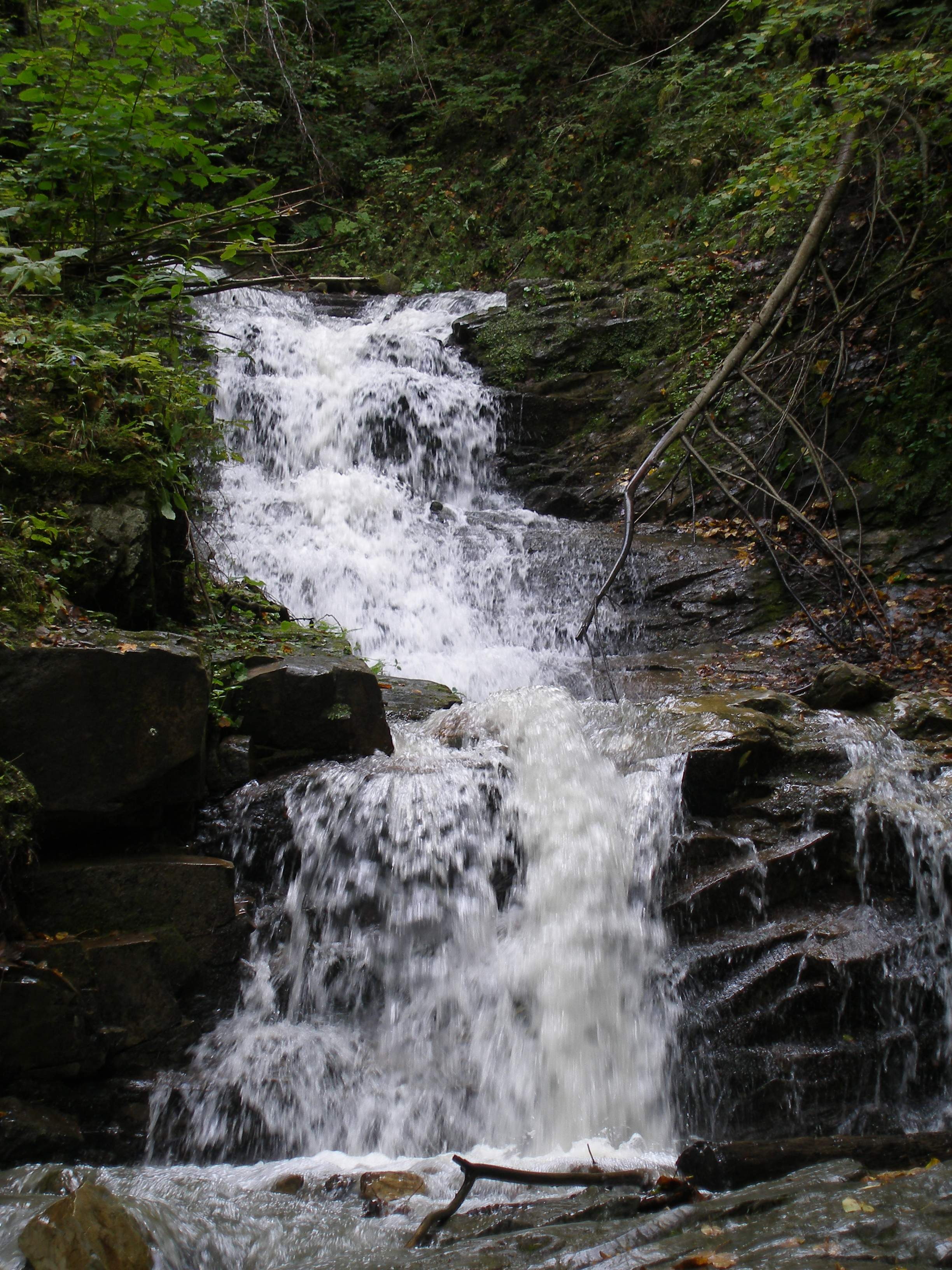
Чемернарський Гук
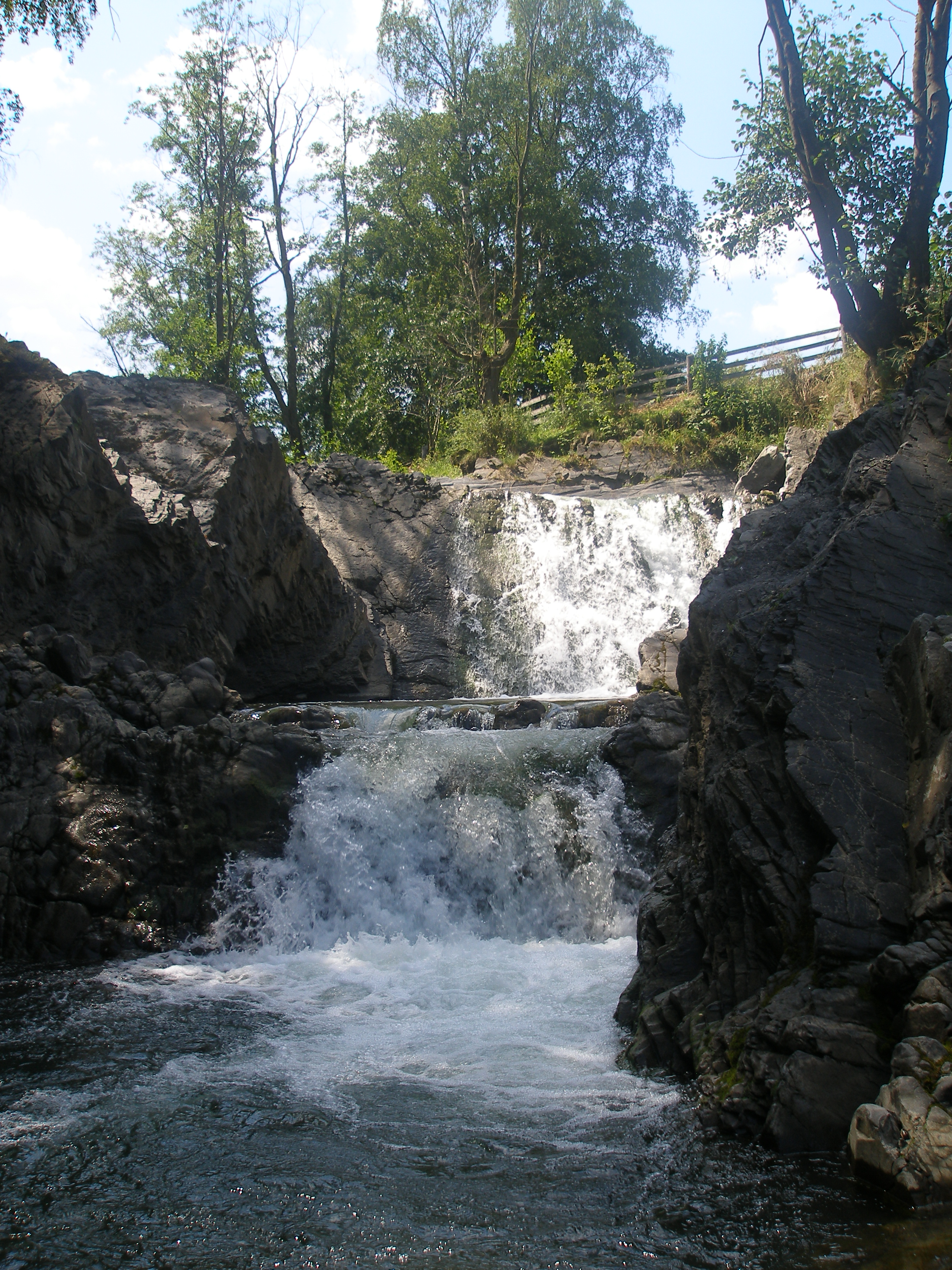
Сучавський Гук
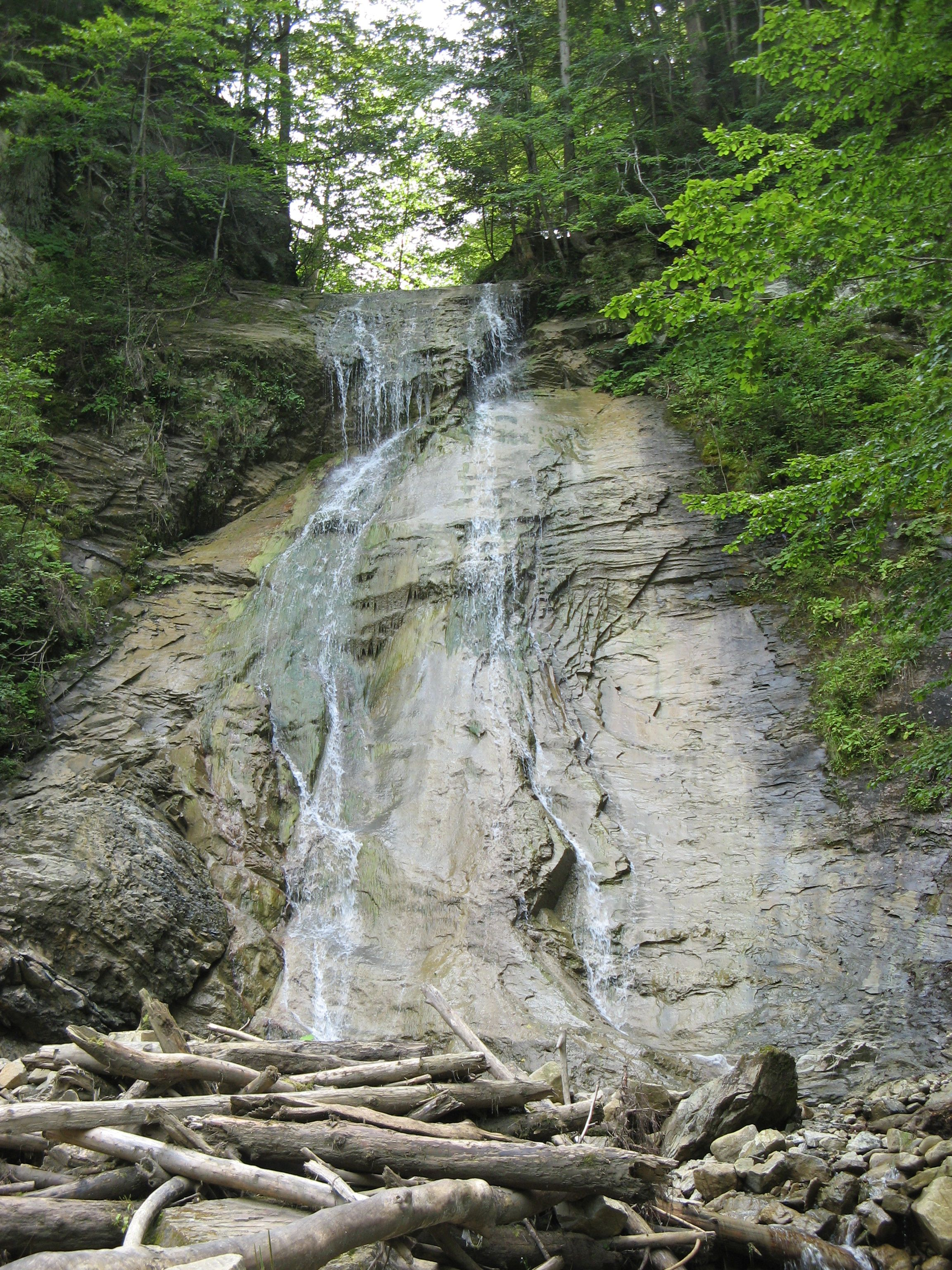
Буковинські водоспади
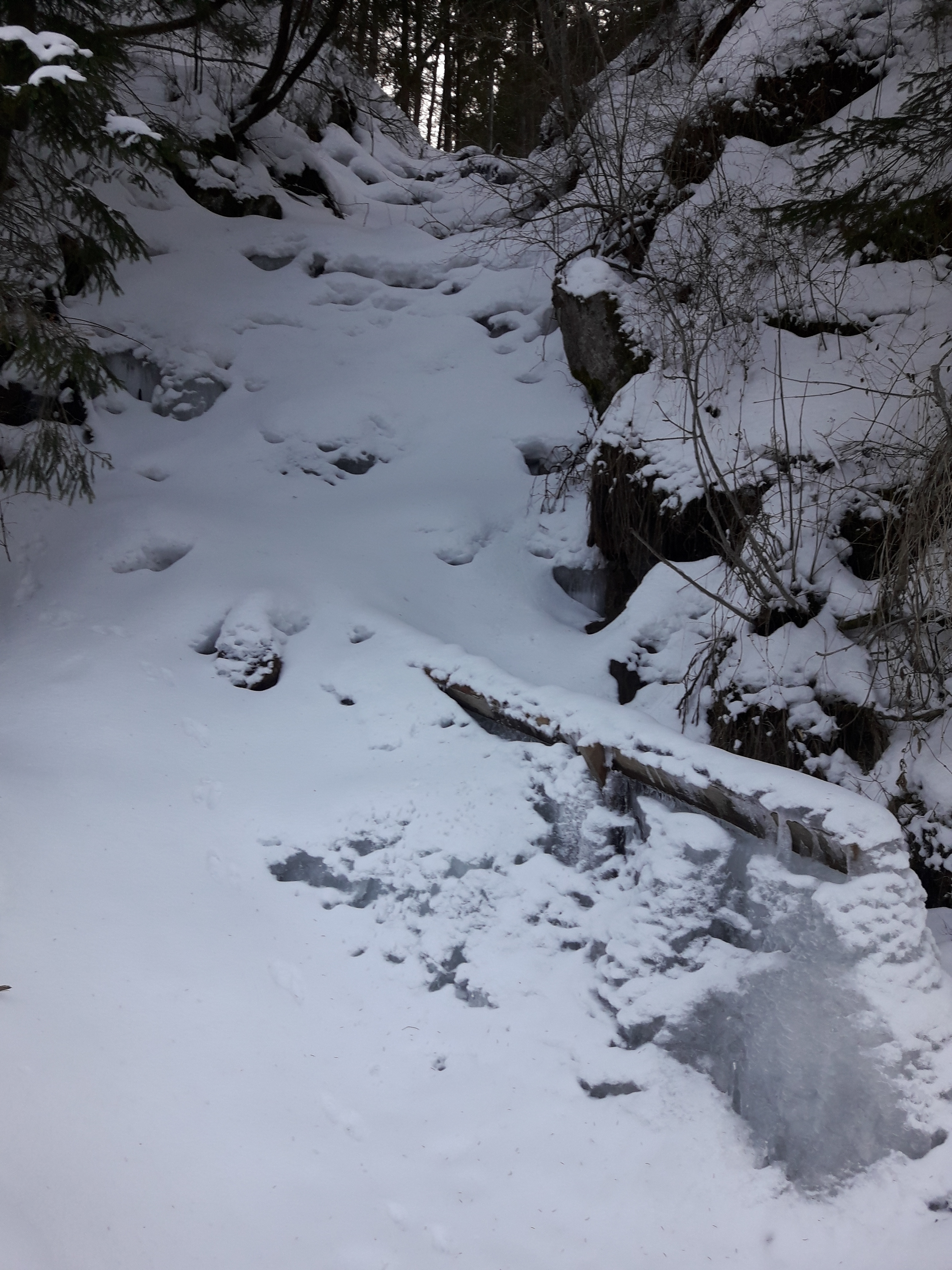
Яловичерський водоспад
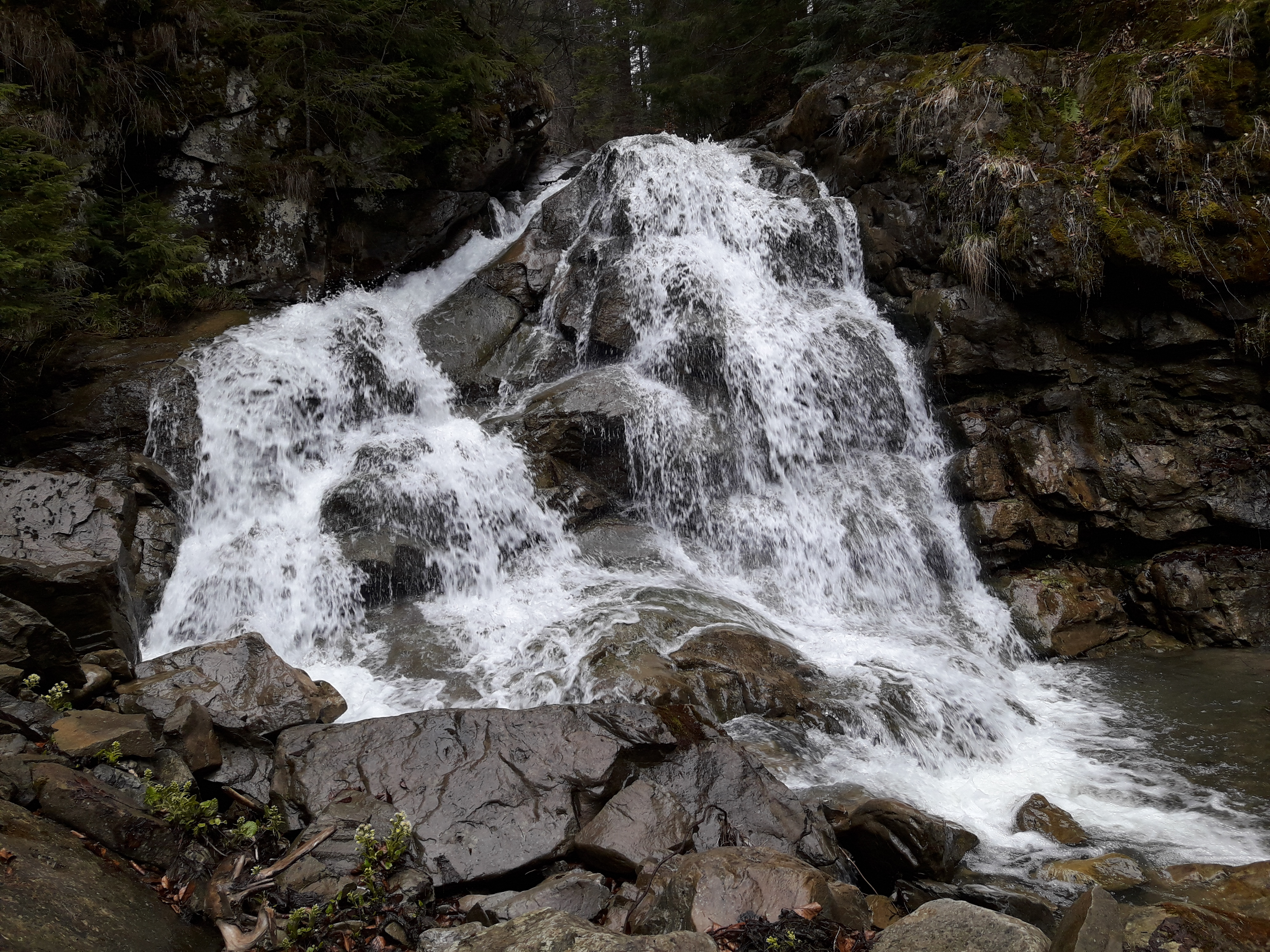
Водоспад Паркулин
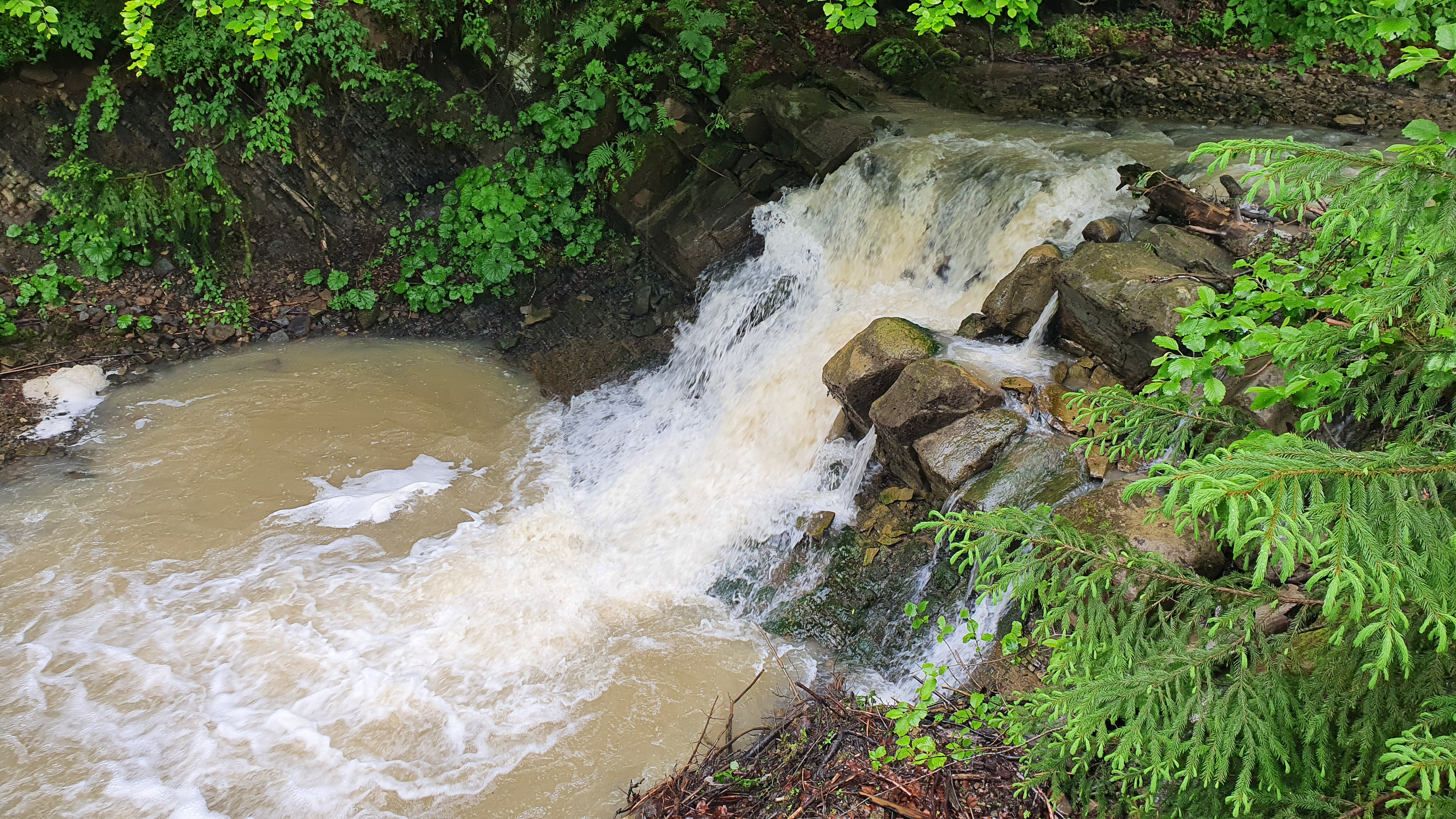
Водоспад Лекечі
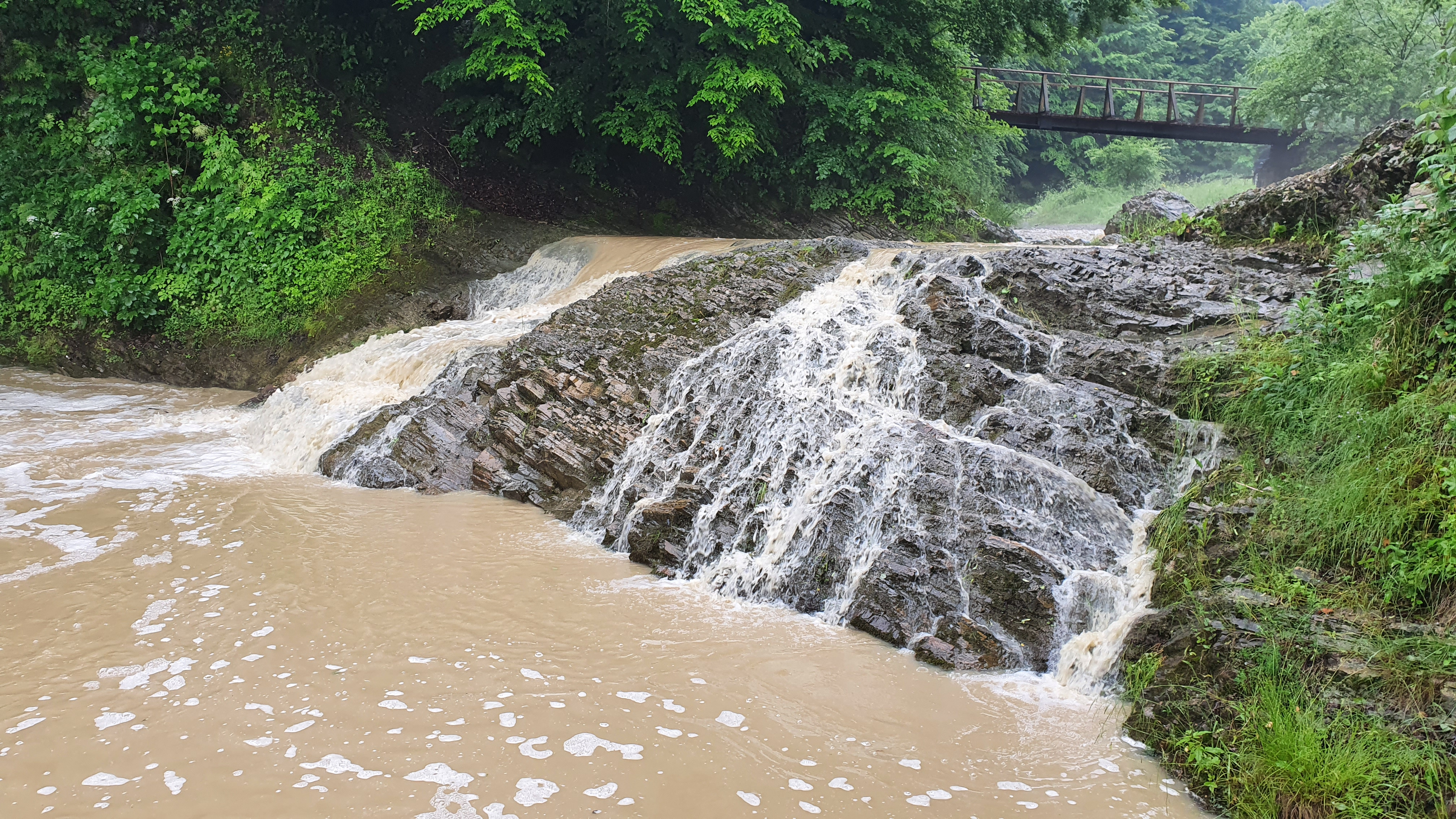
Водоспад Міква
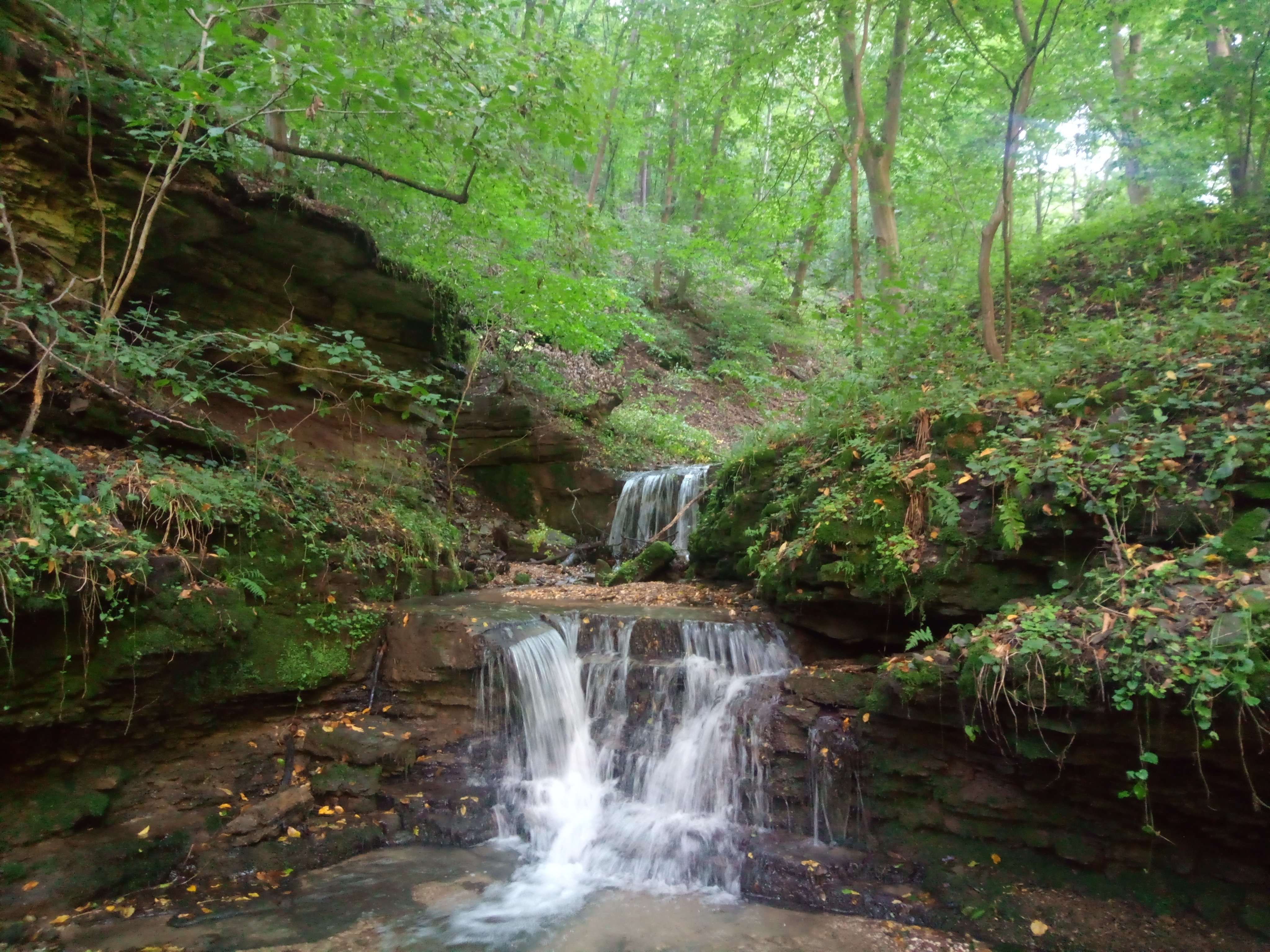
Вимушівський водоспад
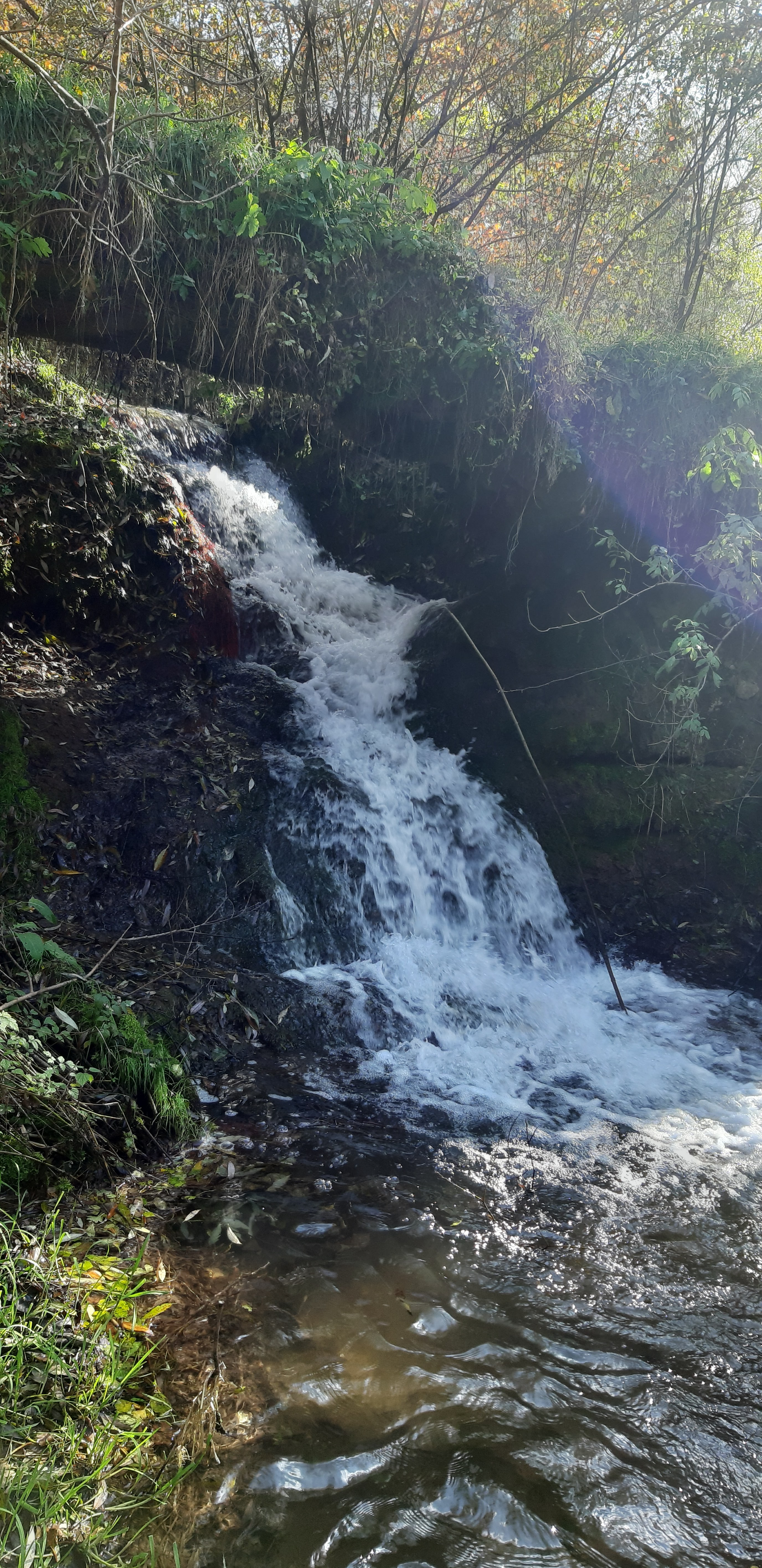
Водоспад Бабин

### Зовнішні зв'язки. Експорт
У зовнішніх економічних зв'язках переважають експортно-імпортні операції суб'єктів підприємництва області з країнами далекого зарубіжжя. Основними торговими партнерами з цієї групи країн залишаються Німеччина, Італія, Болгарія, Польща. Активізувався товарообіг також з Австрією, Бельгією, Грецією, Іспанією, Португалією, Румунією, Сан-Марино, Словенією, Угорщиною, Францією, Швецією, Ізраїлем, Китаєм, Республікою Корея, Туреччиною, Канадою та США. Зовнішня торгівля здійснюється з такими партнерами як Республіка Білорусь, Російська Федерація, Казахстан, Республіка Молдова, Таджикистан, Туркменістан.
У загальній структурі експорту товарів переважають: текстиль та текстильні вироби, деревина та вироби з неї, машини та устаткування, продукти рослинного походження, недорогоцінні метали та вироби з них, м'ясо і субпродукти харчові. У структурі імпорту товарів переважають: текстиль та текстильні вироби, машини та устаткування, мінеральні продукти, полімерні матеріали, пластмаси, недорогоцінні метали та вироби з них.

## Місто-побратим
округ Ольстер, США